# Ryanair

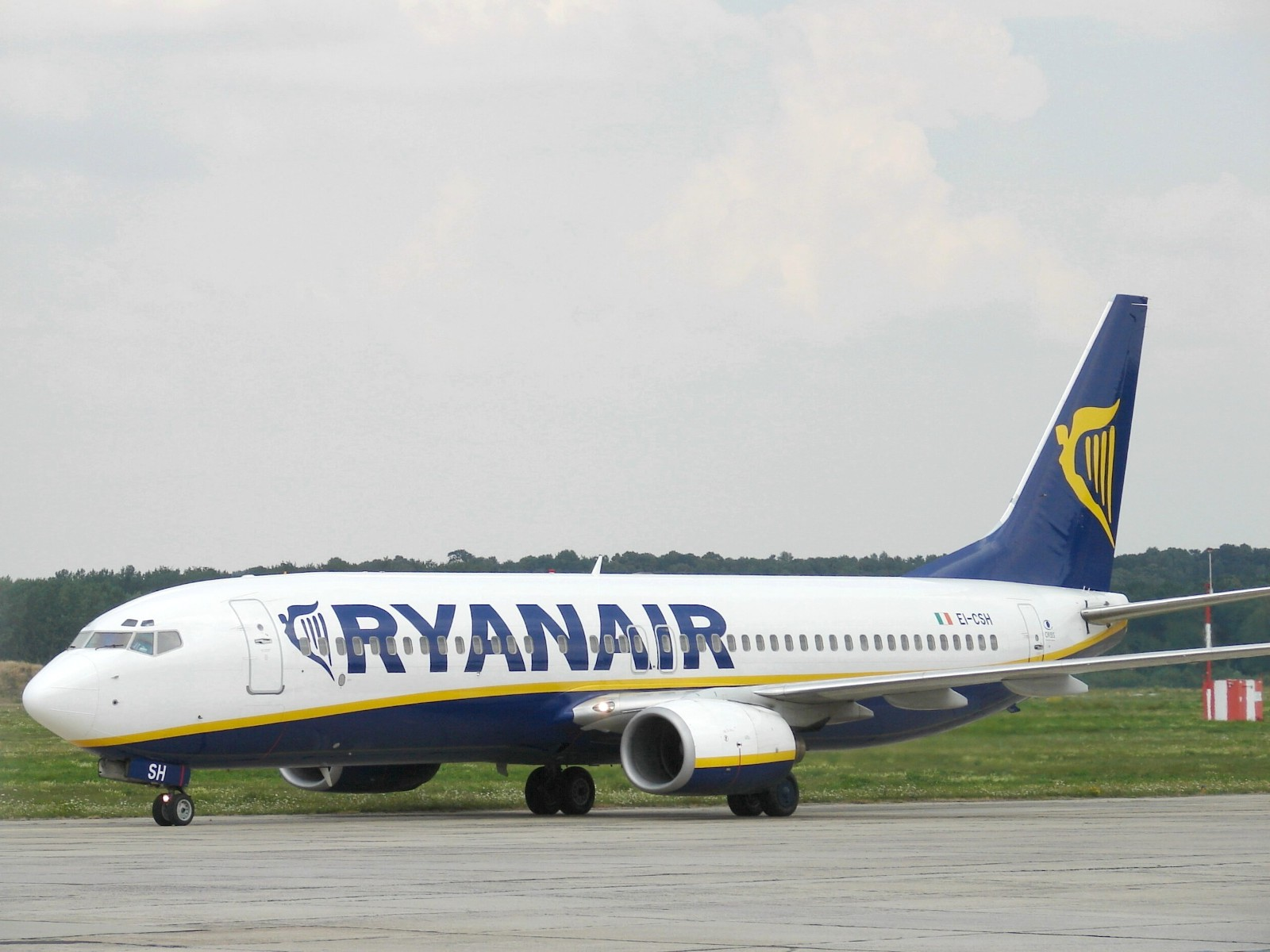
Ryanair B737

A Ryanair írországi központú diszkont légitársaság, amely 439 repülőgépet üzemeltet. Ezeknek nagy része a Boeing cég 737 típusú repülőgépeinek változatai. Jelenleg a Ryanair 438 Boeing 737–800-as típusú és 1 Boeing 737–700-as típusú repülőgéppel rendelkezik. A légitársaság 100 gépes rendelést adott le Boeing 737 Max 8-200 típusú repülőgépre.
2020. május elején a cég – a COVID–19 járványra hivatkozva – bejelentette 3000 munkahely megszüntetésére vonatkozó szándékát.

## Története
A céget 1985-ben alapították. Eleinte kis légitársaság volt, de ma már Európa egyik legnagyobb légitársasága, 1200 pilótát és 8500 légiutas-kísérőt foglalkoztat. 1997-ben megkezdte flottája bővítését.

## Célállomásai

A Ryanair úti céljai

A Ryanair fő célállomásai: Dublin, Shannon, Liverpool, Stockholm (Skavsta), Marseille (Provence), Frankfurt (Hahn), Bréma, London (Stansted), London-Luton), Glasgow (Prestwick), East Midlands, Pisa (Florence), Brüsszel (Charleroi), Róma (Ciampino), Düsseldorf (Weeze), Milánó (Orio Al Serio), Madrid, Alicante, Valencia, Girona (Barcelona), Reus (Barcelona), Bristol, Bournemouth, Edinburgh, Birmingham, Pozsony, Budapest.

## Budapesten
2010. október 29-én kivonult Budapestről, a magas reptéri díjakra hivatkozva. 2012. február 17-én ismét megnyitotta budapesti bázisát, ahonnan 20 városba repül Európa-szerte. Budapestről elérhető városok a Ryanair repülőgépein (2023. november 26-án):
- Belgium
  - Brüsszel Charleroi

- Bulgária
  - Burgas
  - Szófia

- Ciprus
  - Páfosz

- Csehország
  - Prága

- Dánia
  - Billund
  - Koppenhága

- Egyesült Királyság
  - Bristol
  - East Midlands (csak nyáron)
  - Edinburgh
  - London Stansted
  - Manchester

- Franciaország
  - Marseille Provence
  - Párizs Beauvais

- Görögország
  - Athén
  - Korfu
  - Kréta
  - Míkonosz
  - Preveza – Aktion
  - Rodosz
  - Szaloniki
  - Zakynthos

- Horvátország
  - Zadar

- Izrael
  - Tel Aviv

- Jordánia
  - Ammán

- Lengyelország
- Varsó Modlin

- Málta

- Németország
  - Berlin Brandenburg
  - Nürnberg

- Olaszország
  - Alghero
  - Bari
  - Bologna
  - Cagliari
  - Catania
  - Milánó Bergamo
  - Nápoly
  - Palermo
  - Pisa
  - Rimini
  - Róma Ciampino
  - Torino
  - Velence Treviso

- Portugália
  - Lisszabon
  - Porto

- Spanyolország
  - Barcelona El Prat
  - Gran Canaria
  - Lanzarote
  - Madrid
  - Málaga
  - Palma
  - Sevilla
  - Valencia

- Svédország
  - Göteborg Landvetter (csak nyáron)
  - Stockholm Arlanda

- Írország
  - Dublin
  - Shannon

## Balesetek, incidensek
- 2008. március 22-én egy Boeing 737–800 Brüsszel (Charleroi) reptérről érkezett Limoges repülőterére. 16 óra 30 perckor a gép 175 utassal a fedélzetén, túlcsúszott a francia kifutópályán, senki sem sérült meg.[7]
- 2002. február 27-én egy Boeing 737–800 Dublinból érkezett London–Stansted repülőtérre. Röviddel a leszállás után a légiirányítás füstöt vélt felfedezni az egyik hajtóműnél, ám később kiderült, hogy az nem égésből származott. Az utaskísérők némi nehézség után kinyitották a vészkijáratot és evakuálták az utasokat.[8]

## Extraprofitadó
A magyar kormány extraprofitadónak nevezett 2022. július 1-jén hatályba lépett rendelete értelmében a Ryanair mint légitársaság is a magyar különadó alanyává vált. Az intézkedés példátlanul éles, személyeskedésektől sem mentes kritikát váltott ki Michael O’Leary vezérigazgatóból, aki rámutatott, hogy a különadóval egy olyan szektort sújt a magyar kormány, ami a Covid19-pandémia miatt súlyos válságot élt át, hozzátéve, hogy a cég más országokba is átszervezheti a működését, ahol nincs ilyen adó. Ekkor közölte azt is, hogy az adó okozta pluszköltségeket a jegyárakra terhelik. Ezután indult fogyasztóvédelmi eljárás a légitársaság ellen, ami 300 millió forint bírságot vont maga után, ezt azonban 2023. június 1-én a Fővárosi Törvényszék jogerősen megsemmisítette. A légitársaság üdvözölte a szerintük „politikai motiváltságú” bírság eltörlését, a jogi képviselőjük pedig jelezte, hogy Varga Judit igazságügyi miniszter bocsánatkérését várják, aki korábban üdvözölte ezt a lépést. Kiderült az is, hogy Varga hamarabb értesült a 2022-es bírság kirovásáról, mint maga a Ryanair, ez pedig a jogszolgáltatás szempontjából aggályos.